# Calvitimela testaceoatra
Calvitimela testaceoatra är en lavart som först beskrevs av Vain., och fick sitt nu gällande namn av Hafellner 2001. Calvitimela testaceoatra ingår i släktet Calvitimela och familjen Tephromelataceae.   Inga underarter finns listade i Catalogue of Life.